# Гомеш, Нуну (дайвер)
Ну́ну Го́меш (род. 1951, Лиссабон, Португалия) — южноафриканский технический дайвер португальского происхождения. Обладает официальными мировыми рекордами по глубине погружения в открытой воде, а также надголовной среде (пещерах). Второй человек после Джона Беннета, погрузившийся на глубину более 1000 футов (304,8 метров).

## Биография
Родился в Португалии, в возрасте 14 лет вместе в родителями переехал в Южную Африку.

## Мировые рекорды
Для установления мирового рекорда Нуну использовал аппараты с открытым циклом, отдавая им предпочтение перед ребризерами.
Первая попытка состоялась 23 июля 2004 года в Дахабе, но из-за проблем с оборудованием погружение пришлось прекратить на глубине 271 метров.
10 июня 2005 в Дахабе была совершена очередная попытка, в ходе которой он достиг глубины 318,25 метров. Это значение не включает растяжение веревки — 3.56 м. Длительность погружения составила 12 часов и 20 минут. Из этого времени на спуск было затрачено 14 минут.
Команда состояла из 17 дайверов-ассистентов в воде и 4 человек в боте на поверхности.
Позже Паскаль Бернабе сумел достигнуть бо́льшей глубины погружения, но оно не было засчитано как официальный рекорд из-за прекращения Книгой рекордов Гиннесса регистрации достижений в данном роде деятельности из-за большой опасности для здоровья и жизни.
Также Нуну Гомеш является официальным рекордсменом по погружениям в пещерах. В 1996 году в пещере Бушменсгат (Южная Африка) он погрузился на 282,6 метра. Пещера находится на высоте 1550 метров над уровнем моря, что является эквивалентным погружению на 339 м и требует соответствующего времени для декомпрессии при подъёме. Суммарное время погружения составило 12 часов 15 минут, из которых 15 минут пришлось на спуск.
Помимо прочей деятельности работает в CMAS инструктором и тренером инструкторов по техническим, пещерным и тримикс погружениям.